# Роберт Бамфорд
Роберт Бамфорд (англ. Robert Bamford, 16 червня 1883, Ламарш, Ессекс, Англія — 1942 р., Брайтон, Сассекс, Англія) — англійський інженер, який разом із Лайонелом Вокером Бірчем Мартіном (15 березня 1878 - 21 жовтня 1945) заснував компанію в січні 1913 року, яка стала Aston Martin.

## Раннє життя
Він народився в Ламарші в Ессексі, був старшим сином священника Роберта Бамфорда (1854–1898). Його дідом був інший преподобний Роберт Бамфорд (1825–1893), який був вікарієм у Хайворті, штат Вілтшир. Його батьки одружилися в 1882 році.
Його мати вдруге вийшла заміж після смерті батька. Його братом був Едвард Бамфорд (1887–1928). Бамфорд, історично, є ланкаширським прізвищем. Він навчався в університеті. У Першій світовій війні він став лейтенантом Корпусу армійської служби. 

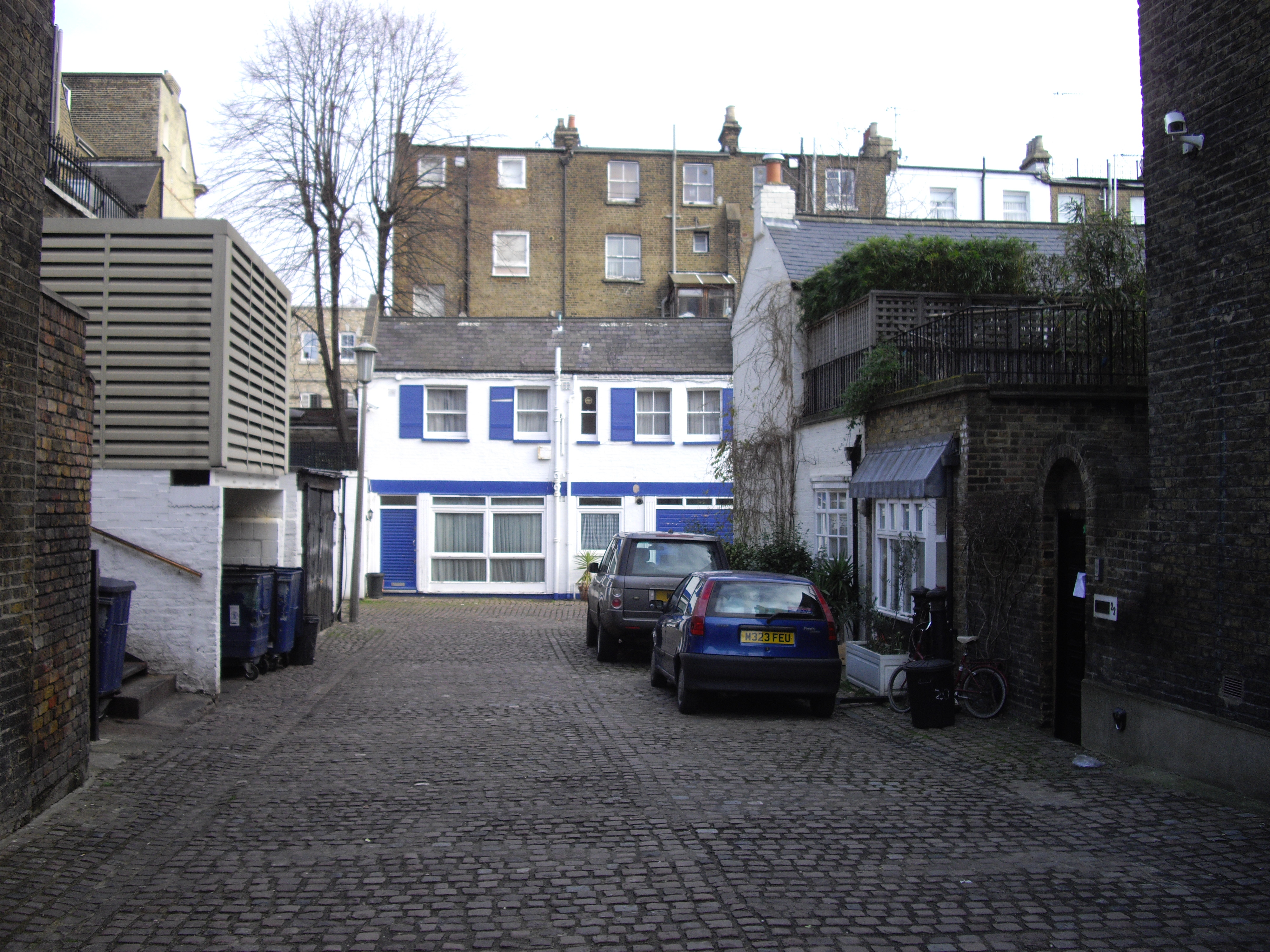
Місцерозташування Bamford & Martin в Лондоні SW3

## Кар'єра
Компанія Bamford & Martin Ltd була заснована 15 січня 1913 р. у Хеннікер-Плейс, 16 у Західному Кенсінгтоні (біля Фулхем-роуд - A308). Разом з Лайонелом Уокером Бірчем Мартіном вони випустили свій перший автомобіль Aston-Martin, Coal Scuttle, у березні 1915 року. Роберт Бамфорд був інженером партнерства. У 1920 році він вийшов у відставку з Bamford & Martin; Лайонел Мартін пішов у 1926 році. У середині 20-х років компанія зазнала багато змін у власності. В основному завдяки власності компанії David Brown Ltd. в Гаддерсфілді, яка придбала Aston-Martin за £ 20 500 (поточна вартість £ 808 000) у 1947 році,  Aston-Martin стане компанією відомою протягом 1950-х років, 
Він був прийнятий до Автомобільного залу слави в 2013 році. 

## Особисте життя
У 1911 році він мешкав на вулиці Твікенхем-роуд, 41 в Теддінгтоні.  Він обручився з модельєкою Мюріель Матильдою Етчес (нар. 1898) у травні 1918 року, старшою дочкою C.T.W. Етчес. Вони одружилися в 1919 році в Ньютон-Абботі в Девоні. У них народилася дочка Патрісія в Брентфорді в Міддлсексі в 1921 році, і вона вийшла заміж за ілюстратора Робіна Жака в 1943 році .
У 1939 році він вийшов на пенсію на Саут-стріт, Дітчінг, Сассекс, і помер у 1942 році у віці 59 років у Брайтоні.